# Liste der Biografien/Bora
Liste der Biografien |
Portal Biografien |
Personensuche
# |
A |
B |
C |
D |
E |
F |
G |
H |
I |
J |
K |
L |
M |
N |
O |
P |
Q |
R |
S |
T |
U |
V |
W |
X |
Y |
Z |
?
 
Ba |
Be |
Bd |
Bg |
Bh |
Bi |
Bj |
Bl |
Bm |
Bn |
Bo |
Br |
Bs |
Bu |
Bw |
By |
Bz
 
Boa–Boc |
Bod |
Boe |
Bof |
Bog |
Boh |
Boi–Bok |
Bol |
Bom |
Bon |
Boo |
Bop |
Boq |
Bor |
Bos |
Bot |
Bou |
Bov–Boz
 
Bora |
Borb |
Borc |
Bord |
Bore |
Borg |
Borh |
Bori |
Borj |
Bork |
Borl |
Borm |
Born |
Boro |
Borq |
Borr |
Bors |
Bort |
Boru |
Borv |
Borw |
Bory |
Borz
Die Liste der Biografien führt alle Personen auf, die in der deutschsprachigen Wikipedia einen Artikel haben. Dieses ist eine Teilliste mit 39 Einträgen von Personen, deren Namen mit den Buchstaben „Bora“ beginnt.

## Bora
- Bora (* 1988), deutscher Stand-up-Comedian, Moderator und Schauspieler
- Bora, Alfons (* 1957), deutscher Soziologie und Jurist
- Bora, Katharina von (1499–1552), deutsche Reformatorin und die Ehefrau Martin LuthersKatharina von Bora (1499–1552)

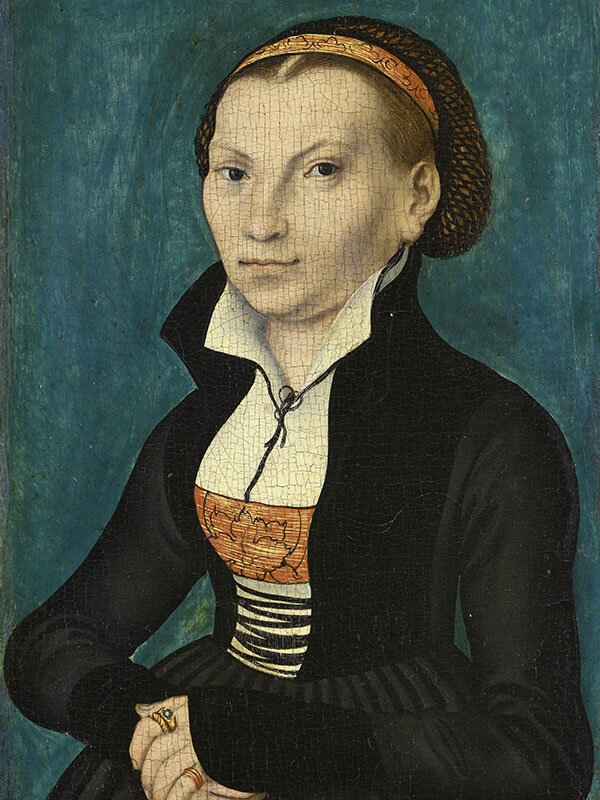
Katharina von Bora (1499–1552)

- Bora, Mevlüt (* 1947), türkischer Radrennfahrer
- Bora, Salih (* 1953), türkischer Ringer
- Bora, Tanıl (* 1963), türkischer Politikwissenschaftler
- Bora, Vedat (* 1995), türkischer Fußballspieler

### Borab
- Borabota, Secundino (* 1961), äquatorialguineischer Leichtathlet

### Borac
- Borac, Luiza (* 1968), rumänische Pianistin

### Borah
- Borah, Abigail (* 1990), US-amerikanische Aktivistin
- Borah, Charles (1906–1980), US-amerikanischer Leichtathlet
- Borah, William (1865–1940), US-amerikanischer Politiker (Republikanische Partei)

### Borai
- Boraine, Alex (1931–2018), südafrikanischer Theologe und Politiker
- Boraine, Nick (* 1971), südafrikanischer Schauspieler

### Borak
- Borak, Özge (* 1982), türkische Schauspielerin

### Boral
- Boral, Uğur (* 1982), türkischer Fußballspieler
- Boralı, Erol (* 1943), türkischer Fußballspieler
- Boralıoğlu, Gaye (* 1963), türkische Autorin
- Borallo, Domingo (* 1925), uruguayischer Leichtathlet

### Boram
- Boram (* 1986), südkoreanische Sängerin und Schauspielerin

### Boran
- Boran von Persien († 631), Königin des neupersischen Reichs
- Boran, Behice (1910–1987), türkische Soziologin und Politikerin
- Boranijašević, Nikola (* 1992), serbischer Fußballspieler
- Borantajew, Aschat (* 1978), kasachischer Fußballspieler

### Boras
- Boras, Ivan (* 1991), kroatischer Fußballspieler
- Boras, Marco (* 2001), kroatischer Fußballspieler
- Borasch, Horst (1930–2020), deutscher Produktionsleiter
- Borasio, Gian Domenico (* 1962), italienischer Mediziner
- Boraska, Igor (* 1970), kroatischer Ruderer

### Borat
- Boratav, Pertev Naili (1907–1998), türkischer Volkskundler, Turkologe und Märchensammler
- Boratto, Caterina (1915–2010), italienische Schauspielerin
- Boratto, Gui (* 1974), brasilianischer Techno-Liveact
- Boratyn, Ala (* 1992), polnische Sängerin

### Borau
- Borau genannt Kessel, Georg Ernst von (1645–1703), Herr auf Bobersen sowie General-Haus- und Land-Zeugmeister, Oberst der Artillerie
- Borau, Corinna (* 1987), deutsche Meteorologin, Redakteurin und Fernsehmoderatorin
- Borau, José Luis (1929–2012), spanischer Filmregisseur, Drehbuchautor, Filmproduzent und Schauspieler
- Boraud, Ilona, deutsche Songtexterin

### Boraw
- Borawska, Teresa (* 1944), polnische Historikerin und Professorin an der Nikolaus-Kopernikus-Universität in Thorn
- Borawski, Edmund (* 1946), polnischer Politiker, Mitglied des Sejm